# Santa Cruz (vùng Bolivia)
Santa Cruz là khu vực với diện tích 370.621 km ², là vùng có diện tích lớn nhất trong 9 vùng của Bolivia. Theo điều tra dân số năm 2001, dân số của cả vùng này là 2.029.471 người. Thủ phủ cũng là thành phố lớn nhất, Santa Cruz de la Sierra. Đây là một trong những khu vực giàu có ở Bolivia với trữ lượng lớn khí thiên nhiên.